# Smultronskäckmal
Smultronskäckmal (Tinagma deliciosella) är en fjärilsart som beskrevs av Caradja 1920. I den svenska databasen Dyntaxa används istället namnet Tinagma perdicellum. Smultronskäckmal ingår i släktet Tinagma och familjen skäckmalar. Arten är reproducerande i Sverige. Inga underarter finns listade i Catalogue of Life.